# Cieśnina Tatarska
Cieśnina Tatarska (ros. Татарский пролив) – cieśnina na Oceanie Spokojnym, oddzielająca wyspę Sachalin od Azji. Jej długość wynosi ok. 900 km, szerokość w najwęższym miejscu: 7,3 km.
Cieśnina Tatarska jest jednym z bardziej niegościnnych akwenów w tej części Ziemi. Tam gdzie jest ona najwęższa, oba brzegi są trudno dostępne i słabo zagospodarowane. Przewężenie obfituje w podwodne skały i mielizny, a silne wiatry i prądy morskie powodują stałe zmiany konfiguracji dna. W całej cieśninie daje się odczuć specyficzny układ prądów morskich oraz wpływy różnych czynników atmosferycznych, wynikających z położenia cieśniny na pograniczu największego lądu i największego oceanu. Od południa kieruje się do cieśniny odnoga ciepłego Prądu Cuszimskiego, która łagodzi nieco klimat południowo-zachodnich wybrzeży Sachalinu. Z północy trafia do cieśniny, płynąc bliżej lądu, Prąd Przybrzeżny, który w czasie częstych tu sztormów wlewa do niej wielkie masy zimnych wód z Morza Ochockiego. Na styku obu prądów padają wtedy ulewne deszcze lub tworzą się wielodniowe mgły. Pogoda jest bardzo zmienna, a za szczególnie zdradliwe uchodzą wody oblewające sachaliński Przylądek Łamanon.
Zimą mroźne wichry północne osiągają prędkość 25-30 m/s i powodują spadki temperatury poniżej –20 °C. Wysokość sztormowych fal dochodzi tu do 8 m. Cieśnina zamarza, jednak skorupa lodowa bywa jednolita tylko przy brzegach: wąska i zwykle grubsza przy brzegu kontynentalnym, szersza i cieńsza wzdłuż wyspy. Pomiędzy nimi wichury i wzmożone falowanie wody powodują stały ruch lodów. Pokrywa pęka, tworząc wielkie kry, obrzeżone zwałami lodu i dryfujące w różnych kierunkach.